# Confederação Intersindical Galega
A Confederação Intersindical Galega (CIG) é uma organização sindical galega de ideologia nacionalista, fundada em 19 de março de 1994 pela fusão da CGTG e da INTG, que já se apresentavam às eleições sindicais unidas desde 1990.

## Estrutura
A CIG está integrada por oito agrupações comarcais que cobrem todo o território administrativo da Galiza: Vigo, Corunha, Pontevedra, Santiago de Compostela-Ribeira, Ferrol, Ourense, Lugo e Viveiro. Transversalmente, organiza-se também em nove federações setoriais (Administração Pública; Banca, Aforro, Seguros, Oficinas e Telemarketing; Construção e Madeira; Ensino; FGAMT; Metal; Químicas e Energia; Saúde; e Serviços). Ademais, conta com departamentos e secretarias específicas para temas como mulher, pensionistas, mocidade, saúde laboral, migração e cooperação.

## História
Não pode entender-se a configuração da CIG sem ter presentes os avanços significativos do sindicalismo nacionalista galego desde os acontecimentos de 10 de março de 1972 e a criação da Frente Operária da UPG até às convergências que se produziram para dar origem, em 1994, à definitiva Confederação Intersindical Galega (CIG). A própria CIG reivindica-se herdeira direita das lutas sindicais da década de 1970 e das organizações que surgiram então, como o SOG.

### Antecedentes: SOG, CGTG e INTG

#### A Frente Operária e o SOG
Historicamente, considera-se que o ressurgimento do movimento operário galego depois da paralisação que impôs a ditadura franquista foram os graves acontecimentos de 10 março de 1972, quando a repressão de uma manifestação de operários do estaleiro Bazán em Ferrol termina com a morte de dois líderes sindicais, Amador Niebla e Santiago Rei, e com o ferimento de meio cento de manifestantes mais. A data, que atualmente é recordada através do Dia da Classe Operária Galega, serviu também para mobilizar o resto da Galiza, e especialmente a cidade de Vigo em solidariedade com a mobilização ferrolana. Em setembro produz-se em Vigo uma greve geral à que assistem 150 000 operários da indústria e da construção.
A finais de 1972, a UPG cria a Frente Operária dirigida por Moncho Reboiras. A organização, que não era um sindicato, teve uma importante implantação em Vigo e também em Ferrol e a Corunha, ainda que com menor força. Em 1975, devido ao incremento da filiação, decidiu converter-se num sindicato de classe e toma o nome de Sindicato Operário Galego (SOG), que constitui o primeiro sindicato galego de orientação nacionalista. Os seus objetivos eram a luta contra a "sobre-exploração dos trabalhadores galegos", a "emigração forçada" e a "colonização cultural da Galiza". O SOG, de orientação marxista-leninista fez parte da Assembleia Nacional-Popular Galega (AN-PG) e celebrou a sua primeira Assembleia Geral em abril de 1976, já sem Moncho Reboiras, assassinado em 12 de agosto de 1975 pela polícia armada franquista. Contudo, o SOG dissolveu-se em 1977 ao unificar-se com os sindicatos setoriais criados pela UPG: a União dos Trabalhadores do Ensino da Galiza (UTEG), o Sindicato dos Trabalhadores Galegos do Mar (STGM), o Sindicato dos Trabalhadores Galegos da Administração Pública (STGAP), a União dos Trabalhadores da Sanidade da Galiza (UTSG) e a União dos Trabalhadores da Banca da Galiza (UTBG).

#### A ING e os Pactos da Moncloa
Essa confluência deu origem à Intersindical Nacional Galega (ING), criada em março de 1977. Em junho é eleito Francisco García Montes como secretário geral e em 8 e 9 de outubro de 1977 realiza a sua primeira Assembleia Geral. O objetivo principal da ING era criar o cenário para a constituição da Central Sindical Única Galega, e, ademais, lutar contra a emigração forçada, a educação gratuita para todo o povo, a devolução aos operários do património sindical e a consecução de uma "Pátria Galega Ceive" e sem exploração. Porém, a ING desvinculou-se da AN-PG para deixar liberdade política aos seus afilados.
A conjuntura económica era muito grave após a crise do petróleo de 1973: o paro, que durante o franquismo ficava oculto pela emigração à Europa, atingiu níveis insustentáveis, a inflação superou 40% e os empresários, acostumados aos modos de relacionamento do franquismo, receavam da nova situação estabelecida pela Transição espanhola, que entre outros pontos legalizou os sindicatos de classe. Nesse momento, os chamados Pactos da Moncloa, assinados pelos partidos políticos com representação parlamentar, pelas organizações patronais e pelo sindicato espanhol CC.OO., centraram-se, entre outros, em reconhecer o despedimento livre para 5% dos trabalhadores de cada empresa e em fixar o limite de crescimento salarial em 22% (quando a inflação marcava 35%). Como resposta, em 27 de junho, a ING convocou uma jornada de mobilizações, apoiada na Galiza, além da AN-PG e da UPG, por Comissões Labregas (CCLL) e a União da Mocidade Galega (UMG).

#### Unificação ING-CTG: a INTG
Nas primeiras eleições sindicais depois do franquismo, celebradas em 1978, a ING converteu-se no terceiro sindicato na Galiza com 722 delegados (13,5%) e, como estratégia, aprova a fusão com a Central dos Trabalhadores Galegos (CTG) para atingir 17,5% de representação e ultrapassar assim o 15% exigido pela legislação espanhola para converter-se em sindicato mais representativo. Ademais, no texto de unificação recolhe-se a vontade de continuar avançando para a Central Sindical Única Galega. A ING-CTG passou a denominar-se, desde 1981, Intersindical Nacional dos Trabalhadores Galegos (INTG). Já em 1982, integrou-se na INTG a Confederação Sindical Galega (CSG), o que permitiu atingir nas eleições desse ano 1649 delegados (18,5%).

#### As três greves de 1984 contra a reconversão naval
O que os sindicatos galegos consideravam ataques à classe operária galega continuaram em julho de 1978 com os Pactos da Castelhana para a reconversão das empresas públicas do setor naval. A ING, através do seu órgão de expressão, Eixo, fez uma valoração muito negativa dos Pactos e acusou o governo de agir contra os operários sem ter em conta as valorações dos comités de empresa. Sobre os Pactos da Castelhana cresceu lentamente uma forte tensão que produziria, já em 15 de abril de 1973, uma greve comarcal em Vigo de importantes dimensões convocada pela INTG, CC.OO. e UGT.
A tensão continuou a crescer nos meses seguintes, e a INTG, convocou uma greve geral para o 14 de fevereiro de 1984: a primeira greve geral desde a Guerra Civil, que contou com o apoio do Movimento de Libertação Nacional Galego (MLNG) e da organização estudantil ERGA. CC.OO. e UGT também convocaram greve, mas não de carácter geral, já que apenas a convocaram em Vigo e Ferrol. O sucesso da greve do 14 de fevereiro fez com que CC.OO. se unisse à INTG na convocatória de mais uma greve geral, a celebrar em 12 de julho. A UGT não se comprometeu com o paro, devido à sua relação com o PSOE, que na altura governava na Espanha. Ainda mais, a UGT acusava a INTG e CC.OO. de criarem um clima de violência na mesma linha da ETA. A greve foi considerada um grande sucesso pela INTG e pelo resto de organizações do nacionalismo galego, o que facilitou uma terceira convocatória para o 29 de novembro desse mesmo ano de 1984, então contra o novo pacto social (AES) assinado entre UGT e o governo espanhol e que avançava na linha do desmantelamento da indústria naval da ria de Vigo. Novamente, CC.OO. aderiu à convocatória da INTG e a greve foi um novo sucesso, mobilizando um grande número de comarcas galegas e especialmente Vigo, onde houve mais de 100 000 manifestantes. As três greves gerais verificaram um aumento considerável do apoio ao sindicalismo nacionalista através da figura da INTG.

#### Duas organizações: CGTG e INTG
Também em 1984 surgiu uma corrente interna crítica com a direção do sindicato e com o seu secretário geral Xan Carballo (eleito no Congresso de 1983). Esta corrente, denominada Convergência Sindical Nacionalista (CSN), provinha fundamentalmente da CTG e da CSG, e estava vinculada com o Partido Socialista Galego-Esquerda Galega (PSG-EG) dirigido por Camilo Nogueira. A CSN decidiu abandonar a INTG em 1985, formando a Confederação Geral dos Trabalhadores Galegos (CGTG), que celebrou em outubro desse ano o seu primeiro Congresso. Nele, Fernando Acuña foi eleito secretário geral. Nas eleições sindicais de 1986, a CGTG atingiu 1087 delegados pelos 1067 delegados da INTG, o que significava claramente que o sindicalismo nacionalista galego se achava cindido e, à vez, parelho em representação. Além disso, as relações com a CGTG produziram também uma fratura no interior da INTG, apresentando-se quatro candidaturas às eleições internas no III Congresso celebrado em 1987. Nele, a lista próxima ao BNG atingiu 6 membros, a próxima à FPG atingiu 3 membros e a vinculada com a APU 1 membro. Manuel Mera foi eleito secretário geral.

### Da candidatura única à definitiva CIG
Em 2 de abril de 1990, a INTG e a CGTG confluiriam numa candidatura unificada para as eleições sindicais, denominada Convergência Intersindical Galega (CIG). Sobre essa base ocorreu a unificação orgânica que dá origem à Confederação Intersindical Galega (CIG) em 1994, que se vinha preparando desde a candidatura unificada de 1990. Fernando Acuña Rúa é designado secretário geral nos dois primeiros congressos do sindicato.
Contudo, o processo de unificação gerou tensões internas, que não se resolverão até o III Congresso, celebrado em maio 2001, que termina com a eleição de Suso Seixo, vinculado à UPG, como secretário geral em substituição de Fernando Acuña Rúa, vinculado à Unidade Galega. Desde aí, a nova direção permite pôr fim à instabilidade interna que o processo de unificação da INTG e da CGTG tinha produzido, e avançar na implantação do sindicalismo nacionalista. Em 2004, a CIG converte-se terceira força sindical da Galiza com 4594 delegados (26,2%).
Em 27 e 28 de maio de 2005 celebrou-se o IV Congresso, que revalidou Suso Seixo como secretário geral com 77% dos votos dos delegados frente às candidatudas representadas por Manuel Currás Meira e Francisco Miranda Vigo. Ademais, aprova-se a gestão do sindicato desde o III Congresso. Nesse tempo, a CIG atinge 40 000 afiliados, convertendo-se no sindicato com maior filiação na Galiza.
Em todo esse tempo, a CIG promove diversas greves e outras ações de reivindicação operária. Entre elas destaca, em 2006 a greve que encabeça no setor naval de Vigo por um convénio laboral. Nessa greve houve um forte enfrentamento entre trabalhadores e polícia com o resultado de 15 feridos e 13 pessoas detidas. Os sindicatos convocantes denunciaram a atuação desmesurada da polícia, exigiram a demisão do subdelegado provincial do governo da Espanha, a quem acusavam de ordenar a carga policial, e romperam as negociações com a patronal enquanto não fossem libertados os trabalhadores detidos, excarcerados dois dias depois.
A linha contrária ao pacto com a patronal e os governos, reivindicada pela CIG em contraposição aos sindicatos de nível estatal, permite ao sindicato galego, em 2007, converter-se na segunda força sindical da Galiza, por diante de CC.OO., com 5.628 votos (28,57%) e colocar-se como quarta força sindical no conjunto do Estado.
Em junho de 2009, Suso Seixo é eleito secretário geral (71% dos votos dos delegados) por terceira vez  num Congresso em que as correntes críticas, principalmente a vinculada com o Movimento pola Base (MpB) acusaram a direção de manter um trato de favor com o Bloco Nacionalista Galego (BNG) durante a época em que fez parte do governo da Galiza.

## Implantação
A CIG supera na atualidade os 60 000 afiliados, sendo o sindicato galego com maior filiação, e devido à sua representação nas empresas, é considerada, desde 1990, sindicato mais representativo no conjunto do Estado espanhol junto com os sindicatos de âmbito estatal CC.OO. e UGT, e com os sindicatos bascos ELA e LAB. Conta com 55 locais por toda a Galiza, ademais de 12 locais de formação ocupacional e continuada. A sede central está em Compostela, centro de reunião de todos os organismos que fazem parte da CIG. Além disso, conta com uma publicação periódica intitulada Tempo Sindical, com uma tiragem de 65 000 exemplares, e com um Boletim Sindical com uma tiragem de 10 000 exemplares dedicados a temas ou acontecimentos pontuais.
Em 2007, a CIG colocou-se como segunda força sindical na Galiza, por trás da UGT, mas por diante das CC.OO.